# Niall Matter
Niall Matter (Edmonton, 20 ottobre 1980) è un attore canadese.
Niall Matter è conosciuto soprattutto per la sua interpretazione nella serie televisiva trasmessa da Syfy Eureka, nel ruolo di Zane Donovan e per quello di Evan Cross nella serie Primeval: New World.

## Biografia
Nato a Edmonton, in Alberta, provincia del Canada, Niall è di origini irlandesi, e anche russe. Ha lavorato in una piattaforma petrolifera dall'età di diciassette anni, fino ai venticinque, ma dovette lasciare per un incidente sul posto di lavoro, che lo costrinse a sei mesi di riabilitazione. La sua carriera di attore cominciò nel 2008 con il film Lochness - Il risveglio del mostro, sempre nello stesso anno recita al fianco di Kyla Pratt nel film Il dottor Dolittle 4.
La sua fama nel corso degli anni è dovuta principalmente alle sue comparse nelle serie televisive, come Melrose Place, Motive, Stargate Atlantis, Constantine, Rizzoli & Isles e Warehouse 13.
Nel 2007 ottiene una parte importante nella serie televisiva Eureka, interpretando la parte di Zane Donovan, ricoprendo il ruolo fino alla fine della serie nel 2012. Prende anche parte al film Watchmen, inoltre nel 2011 partecipa alla quarta stagione della serie 90210, dove interpreta la parte di Greg, un professore universitario e interesse amoroso, se pur breve, di una delle protagoniste, Erin Silver.
Nel 2012 diventa il protagonista della serie televisiva Primeval: New World interpretando il ruolo di Evan Cross; la serie viene cancellata dopo una sola stagione.

## Filmografia

### Cinema
- Il dottor Dolittle 4 (Dr. Dolittle: Tail to the Chief), regia di Craig Shapiro (2008)
- Watchmen, regia di Zack Snyder (2009)
- Exley, regia di Larry Kent (2011)
- Ally Was Screaming, regia di Jeremy Thomas (2014)
- A Snow Capped Christmas, regia di Christie Will (2016)
- Chokeslam, regia di Robert Cuffley (2016)
- The Predator, regia di Shane Black (2018)
- L'amore viaggia nel tempo (Rip in Time), regia di Jessica Harmon (2022)

### Televisione
- The Best Years - serie TV, 13 episodi (2007)
- Stargate Atlantis - serie TV, episodi 4x6 e 4x11 (2007-2008)
- Eureka - serie TV, 49 episodi (2007-2012)
- Lochness - Il risveglio del mostro (Beyond Loch Ness) - film TV, regia di Paul Ziller (2008)
- Quella casa sull'isola maledetta (Secrets of the Summer House) - film TV, regia di Jean-Claude Lord (2008)
- Fear Itself - serie TV, episodio 1x6 (2008)
- Mistresses - film TV, regia di Sergio Mimica-Gezzan (2009)
- Warehouse 13 - serie TV, episodio 1x8 (2009)
- Melrose Place - serie TV, episodi 1x2, 1x12 e 1x13 (2009-2010)
- 90210 - serie TV, 5 episodi (2011-2012)
- Primeval: New World - serie TV, 13 episodi (2012-2013)
- Motive - serie TV, episodio 2x3 (2014)
- Arctic Air - serie TV, 7 episodi (2014)
- Killer Student - film TV, regia di Penelope Buitenhuis (2014)
- Constantine - serie TV, episodio 1x6 (2014)
- Rizzoli & Isles - serie TV, episodio 5x16 (2015)
- Remedy - serie TV, 10 episodi (2015)
- Guilt by Association - film TV(2015)
- Girlfriends' Guide to Divorce - serie TV, episodi 2x7 e 2x8 (2016)
- Fermate il matrimonio! (Stop the Wedding), regia di Anne Wheeler – film TV (2016)
- Finding Father Christmas - film TV, regia di Terry Ingram (2016)
- When Calls the Heart - serie TV, 5 episodi (2017)
- iZombie - serie TV, episodio 3x6 (2017)
- Il natale delle verità (Engaging Father Christmas) - film TV, regia di David Winning (2017)
- Marrying Father Christmas - film TV, regia di David Winning (2018)
- Il ritmo dell'amore (Love at First Dance) – film TV, regia di Mark Jean (2018)
- Magnum P.I. - serie TV, episodio 4x17 (2022)

### Cortometraggi
- Sotto la maschera (Under the Hood), regia di Eric Matthies (2009)
- Dawna, regia di Michael Chase (2010)

## Doppiatori italiani
Nelle sue versioni in italiano, Niall Matter è stato doppiato da:
- Gabriele Sabatini in Fear Itself, Killer Student, Il ritmo dell'amore
- Francesco Pezzulli ne Il dottor Dolittle 4, Constantine, Girlfriends' Guide to Divorce
- Nanni Baldini in Eureka, 90210, Motive
- Ruggero Andreozzi in Primavel: New World, Il natale delle verità
- Emiliano Coltorti in Melrose Plase
- Fabrizio Manfredi in Warehouse 13
- Marco Baroni in Rizzoli & Isles
- Marco Vivio in iZombie
- Riccardo Scarafoni in Magnum P.I.